# 倉永駅

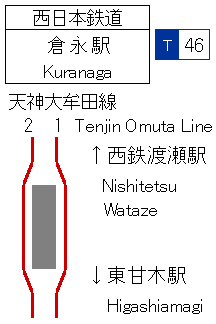
配線図

倉永駅（くらながえき）は、福岡県大牟田市倉永にある西日本鉄道（西鉄）天神大牟田線の駅である。駅番号はT46。

## 歴史
- 1938年（昭和13年）10月1日：開業。
- 1993年（平成5年）11月10日：駅舎改築。
- 2017年（平成29年）2月1日：駅ナンバリングを導入[1]。
- 2021年（令和3年）4月1日：駅集中管理システムを導入[2][3]。

## 駅構造
島式ホーム1面2線を有する地上駅。自動改札機が設置されている。また、2008年（平成20年）5月16日からは、IC乗車券用簡易改札機が設置された。ホーム有効長は6両分ある。
| のりば | 路線          | 行先                           |
| ------ | ------------- | ------------------------------ |
| 1      | ■天神大牟田線 | 大牟田方面                     |
| 2      | ■天神大牟田線 | 久留米・福岡（天神）・甘木方面 |

## 利用状況
2024年度の1日平均乗降人員は777人である。
| 年度               | 1日平均 乗車人員 | 1日平均 乗降人員 |
| ------------------ | ---------------- | ---------------- |
| 2001年（平成13年） | 866              | 1,701            |
| 2002年（平成14年） | 836              | 1,636            |
| 2003年（平成15年） | 768              | 1,511            |
| 2004年（平成16年） | 734              | 1,425            |
| 2005年（平成17年） | 685              | 1,356            |
| 2006年（平成18年） | 671              | 1,337            |
| 2007年（平成19年） | 652              | 1,288            |
| 2008年（平成20年） | 623              | 1,230            |
| 2009年（平成21年） | 614              | 1,213            |
| 2010年（平成22年） | 605              | 1,172            |
| 2011年（平成23年） | 615              | 1,187            |
| 2012年（平成24年） | 600              | 1,164            |
| 2013年（平成25年） | 605              | 1,182            |
| 2014年（平成26年） | 584              | 1,139            |
| 2015年（平成27年） | 571              | 1,116            |
| 2016年（平成28年） | 663              | 1,296            |
| 2017年（平成29年） | 600              | 1,174            |
| 2018年（平成30年） | 600              | 1,158            |
| 2019年（令和元年） |                  | 1,141            |
| 2020年（令和02年） |                  | 966              |
| 2021年（令和03年） |                  | 888              |
| 2022年（令和04年） |                  | 842              |
| 2023年（令和05年） |                  | 798              |
| 2024年（令和06年） |                  | 777              |

## 駅周辺
- 甘木山（甘木公園・大牟田ハイツ）
- 明光学園中学校・高等学校
- 福岡県立ありあけ新世高等学校
- 福岡県立大牟田北高等学校
- JR鹿児島本線 吉野駅
- 倉永郵便局
- 大牟田警察署倉永交番
- 倉永生活循環バス 倉永駅前停留所

## 隣の駅
西日本鉄道
■天神大牟田線
■特急・■急行
通過
■普通
西鉄渡瀬駅（T45） - 倉永駅（T46） - 東甘木駅（T47）